# 호랑나비속
호랑나비속(Papilio)은 호랑나비족에 속한 속의 하나이다. 한반도에는 8종이 알려져 있다. 속명의 Papilio은 라틴어로 '나비'이다.

## 분류

### 한국에서 발견되는 종류
- 호랑나비 Papilio xuthus
- 산호랑나비 Papilio machaon
- 멤논제비나비 Papilio memnon
- 무늬박이제비나비 Papilio helenus
- 남방제비나비 Papilio protenor
- 긴꼬리제비나비 Papilio macilentus
- 제비나비 Papilio bianor
- 산제비나비 Papilio maackii

### 한국에서 발견되지 않는 종류
- 흰띠제비나비 Papilio polytes
- 무늬박이제비나비 Papilio helenus
- 오키나와제비나비 Papilio okinawensis
- 야에야마제비나비 Papilio junia
- 율리시스제비나비 Papilio ulysses
- 넓적꼬리제비나비 Papilio maraho
- 호메루스제비나비 Papilio homerus
- 라임호랑나비 Papilio demoleus
- 검은호랑나비 Papilio polyxenes
- 왕노랑무늬호랑나비 Papilio cresphontes

## 참고 문헌
- 조선산접류목록 석주명 1940
- 한반도의 나비 자연과 생태 p92 백문기 외
- 일본산접류표준도감 하쿠스이륭